# Joeystarr
Didier Morville, alias Joeystarr (n. 27 de octubre, de 1967) es un cantante de rap francés. Tiene varios otros sobrenombres que él mismo se ha atribuido en sus canciones: « Jaguarr Gorgone », « Double R », « L'Expert de la Maison Mère », « le BOSS » y « La grosse caisse ».

## Sobrenombre
Joeystarr explica el origen de su sobrenombre en su autobiografía: «En tiempos de la esclavitud, Joey era el nombre de pila más común del negro de casa. A diferencia del negro de campo, Joey es un negro de casa, se va a convertir en estrella.» Estrella en inglés se dice star, pero él escribe la palabra con doble "r" como en «ringard récalcitrant» ("hortera recalcitrante") o «regarde le renoi» ("mira al negro"). Joeystarr se escribe en una sola palabra y no «Joey Starr».

## Biografía
Martiniqueño, creció en Seine Saint-Denis, donde muy pronto se apasionó por la cultura hip hop. Participó en distintos grupos, pero conoció el éxito al lado de Bruno Lopes, alias Kool Shen, formando al grupo NTM al final de los años 1980. El grupo tuvo un enorme éxito durante más de diez años. Al irse del grupo en 1999, Joeystarr creó su etiqueta, B.O.S.S. (Boss Of Scandalz Strategyz), y Kool Sheny creó la etiqueta “IV My People” (For My People). Joeystarr grabó su primer álbum solo en 2006, "Gare au Jaguarr".

## Discografía
- 1999: B.O.S.S. Volume 1 (etiqueta BOSS)
- 2000: B.O.S.S. Volume 2
- 2004: B.O.S.S. Opus 3
- 2006: Gare au jaguarr (en solo)
- 2011: Armageddon (con Cut Killer & Kimfu)
- 2011: Egomaniac (en solo)

## Películas
- 2019: Un verano en Ibiza d'Arnaud Lemort: Frankie